# Russelia deamii
Russelia deamii är en grobladsväxtart som beskrevs av Robinson. Russelia deamii ingår i släktet Russelia och familjen grobladsväxter. Inga underarter finns listade i Catalogue of Life.